# Анисина, Марина Вячеславовна
Мари́на Вячесла́вовна Ани́сина (род. 30 августа 1975, Москва) — российская и французская спортсменка, завоевавшая в паре с Гвендалем Пейзера титулы чемпионки мира (2000) и олимпийской чемпионки (2002) в танцах на льду.

## Карьера
Спортивную карьеру Марина Анисина начала ещё во времена существования СССР, в паре с Ильёй Авербухом завоевав золотые медали на чемпионатах мира по фигурному катанию среди юниоров (в 1990 и 1992 годах). Затем Авербух избрал новой партнёршей Ирину Лобачёву, а Анисина встала в пару с Сергеем Сахновским. После отъезда Сахновского в Израиль, где он стал партнёром Галит Хайт, Анисина вынуждена была некоторое время тренироваться одна, поскольку в России подходящего партнёра не нашла. Тогда, по совету своего тренера, она начала искать пару за пределами страны. После просмотра большого количества видеоматериалов её выбор остановился на двух фигуристах — Викторе Краатце из Канады и Гвендале Пейзера из Франции. Написав им письма с предложением о совместной работе, Анисина получила согласие Гвендаля Пейзера и в 1993 году отправилась во Францию, где первые полгода жила в семье Гвендаля в Лионе. Поскольку Пейзера отказался переезжать в Москву и выступать за Россию, Анисиной пришлось остаться во Франции и получить французское гражданство, после чего дуэт смог представлять Францию на Олимпийских играх.
Косвенно пара была вовлечена в скандал на Олимпийских играх 2002 года. Именно в обмен на их победу, по утверждениям обвиняющей стороны, французская судья Мари-Рейн Ле Гунь, судившая парное катание, поставила на первое место российскую пару Елена Бережная — Антон Сихарулидзе. Марина Анисина была вовлечена и в дальнейшие разбирательства из-за её знакомства с Алимжаном Тохтахуновым, которого обвиняли в подкупе судей и «организации» победы французских фигуристов на Олимпиаде.
После победы на Олимпийских играх и чемпионате Европы 2002 года пара Анисина — Пейзера завершила карьеру и на чемпионате мира 2002 г. участия уже не принимала. С тех пор они выступают в различных ледовых шоу.

## Личная жизнь
Марина Анисина родилась в семье фигуристки Ирины Черняевой и хоккеиста Вячеслава Анисина, младший единокровный брат Михаил — также хоккеист.
В 2007 году Анисина приняла участие в телешоу канала Россия-1 «Танцы на льду. Бархатный сезон», где выступала в паре с актёром Никитой Джигурдой. 23 февраля 2008 года Анисина и Джигурда поженились. 7 января 2009 года Анисина родила сына, которого назвали Мик-Анжель Крист Анисин-Джигурда.
23 января 2010 года родила дочь Эву-Владу.
22 февраля 2021 года Анисина и Джигурда, несмотря на высказывания Марины, поженились во второй раз.

## Тренерская деятельность
По окончании спортивной карьеры работала хореографом у французского фигуриста-одиночника Адама Сяо Хим Фа.

## Государственные награды
- 1998: Кавалер Национального ордена Заслуг (фр. Chevalier de l'Ordre National du mérite)
- 2003: Кавалер ордена Почётного легиона (фр. Chevalier de la Légion d'Honneur)

## Спортивные достижения
(с Пейзера)
| Соревнования            | 1993—1994 | 1994—1995 | 1995—1996 | 1996—1997 | 1997—1998 | 1998—1999 | 1999—2000 | 2000—2001 | 2001—2002 |
| ----------------------- | --------- | --------- | --------- | --------- | --------- | --------- | --------- | --------- | --------- |
| Зимние Олимпийские игры |           |           |           |           | 3         |           |           |           | 1         |
| Чемпионаты мира         | 10        | 6         | 4         | 5         | 2         | 2         | 1         | 2         |           |
| Чемпионаты Европы       | 12        | 5         | 4         | 4         | 3         | 2         | 1         | 2         | 1         |
| Чемпионаты Франции      | 2         | 2         | 1         | 1         | 1         | 1         | 1         | 1         |           |
| Финалы Гран-при         |           |           |           | 3         | 3         | 2         | 1         |           | 2         |
| Trophée Lalique         | 3         | 1         | 2         | 1         | 2         | 1         | 1         | 1         | 1         |
| NHK Trophy              | 5         | 3         | 1         | 2         |           | 1         | 1         | 1         | 1         |
| Skate Canada            |           |           | 2         | 2         |           |           |           | 1         |           |
| Skate America           |           | 2         |           |           |           | 1         |           |           |           |
| Sparkassen Cup          |           | 1         |           |           | 2         |           |           |           |           |
| Мемориал Ондрея Непелы  | 1         |           |           |           |           |           |           |           |           |
| Pirouetten              | 5         |           |           |           |           |           |           |           |           |

(с Авербухом)
| Соревнования                  | 1989—1990 | 1990—1991 | 1991—1992 |
| ----------------------------- | --------- | --------- | --------- |
| Чемпионаты мира среди юниоров | 1         | 4         | 1         |